# Presley Spruance

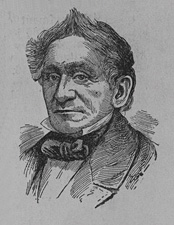
Presley Spruance

Presley Spruance, född 11 september 1785 i Kent County, Delaware, död 13 februari 1863 i Smyrna, Delaware, var en amerikansk politiker. Han representerade delstaten Delaware i USA:s senat 1847-1853.
Spruance var verksam inom industrin och handeln i Delaware. Han var talman i delstatens senat i flera omgångar. Han var först federalist och gick sedan med i whigpartiet.
Spruance efterträdde 1847 Thomas Clayton som senator för Delaware. Han efterträddes sex år senare av John M. Clayton.
Spruance avled 1863 och gravsattes på Presbyterian Cemetery i Smyrna.